# 喜利得

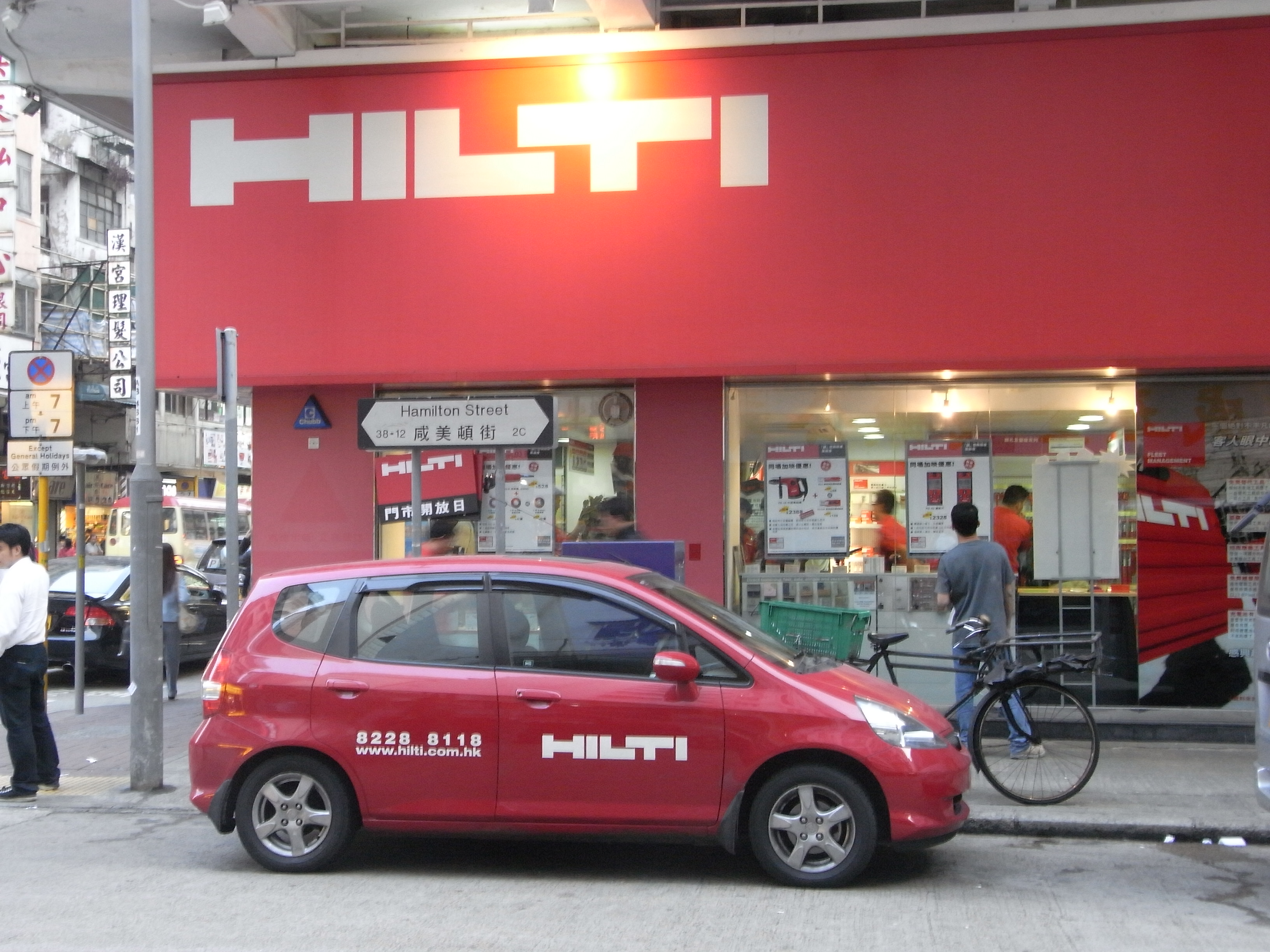
位在香港油麻地的喜利得門市部。

喜利得公司（Hilti Aktiengesellschaft或Hilti AG，又稱Hilti Group），是一家列支敦士登的跨國營建業一站式服務供應商。該公司的形象代表是一只紅色工具箱。該公司致力於營建工具製造，並提供售後相關服務及解決方案。該公司以直銷模式向終端專業使用者行銷，並採用「以租代賣」模式提供服務。

## 公益

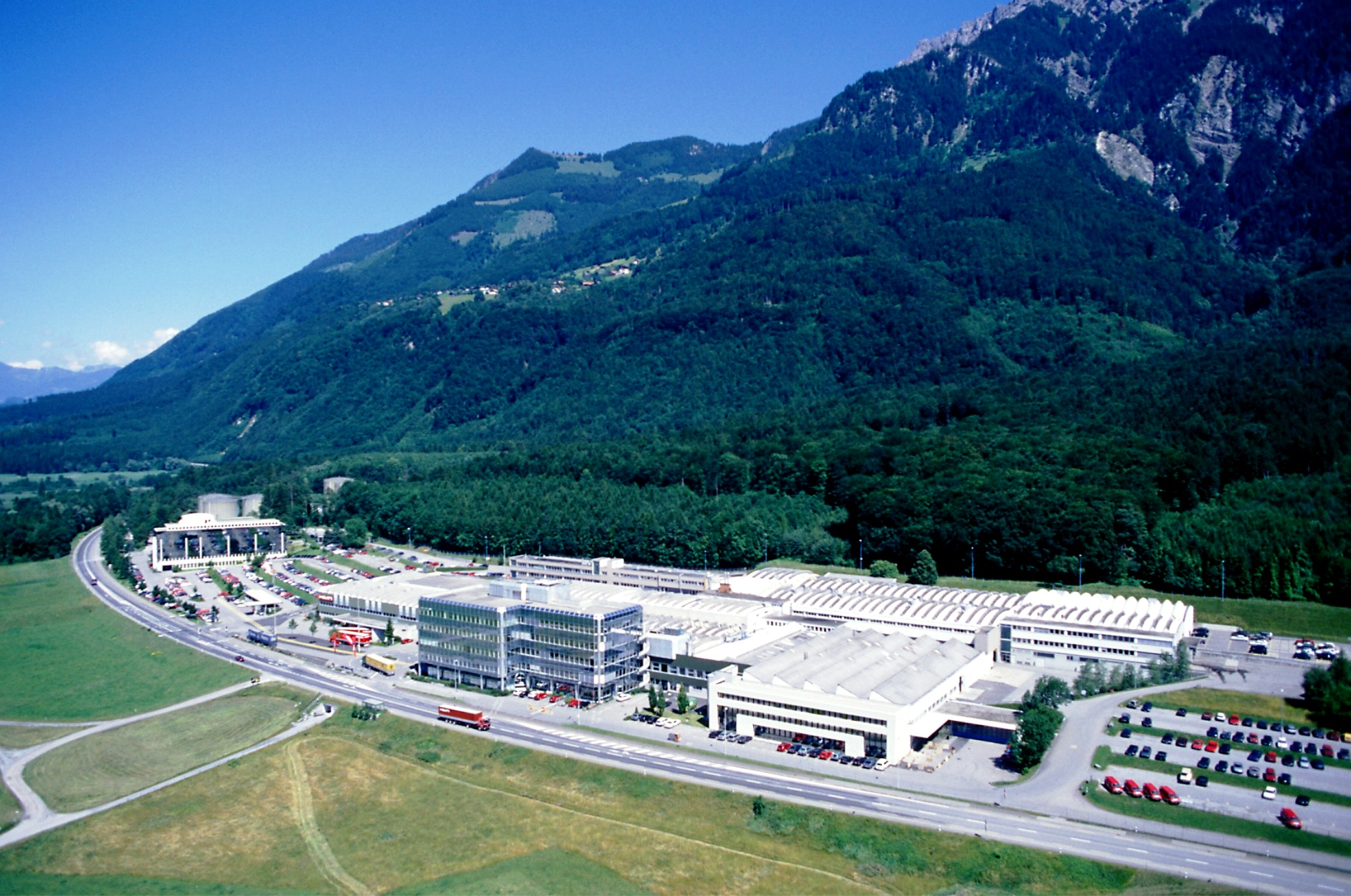

2016年，臺南維冠大樓倒塌事故發生後，臺灣喜利得臺南廠隨即無償提供救難人員機具，並協調協力廠商協助救援。

## 外部鏈結
- 官方网站